# Double dames du Championnat d'Australie 1930
Championnat d'Australie  1930
Tableau du simple messieurs

Tableau du simple dames

Tableau du double messieurs

Tableau du double dames

Tableau du double mixte
Championnat d'Australie 
Double dames
Grands Chelems 1930
Double dames
Cet article présente les résultats détaillés du double dames de l’édition 1930 des championnats de tennis d'Australie qui est disputé du 18 au 25 janvier 1930. Ce tournoi est le premier de la tournée du Grand Chelem.

## Faits marquants
Emily Hood Westacott et Margaret Molesworth battent Marjorie Cox Crawford et Sylvia Lance Harper en finale de cette édition ; il s'agit du 1er succès de cette équipe dans les tournois du Grand Chelem.

## Parcours
Quatre équipes sont exemptées de premier tour.
| No | Équipe                                    | Résultat   | Ultimes adversaires                           |
| -- | ----------------------------------------- | ---------- | --------------------------------------------- |
| 1  | Daphne Akhurst Louise Bickerton           | 1/2 finale | Emily Hood Westacott Margaret Molesworth (3)  |
| 2  | Marjorie Cox Crawford Sylvia Lance Harper | Finale     | Emily Hood Westacott Margaret Molesworth (3)  |
| 3  | Emily Hood Westacott Margaret Molesworth  | Victoire   | Marjorie Cox Crawford Sylvia Lance Harper (2) |
| 4  | Kathleen Le Messurier Dorothy Weston      | 1/2 finale | Marjorie Cox Crawford Sylvia Lance Harper (2) |

## Résultats

### Tableau complet
|  |                                           |                                           |                                           |                                           |                                           |                                           |                                           |                                           |                                           |                                           |                                           |               |   |                                          |                                          |                                          |                                          |                                          |                                          |        |        |        |        |        |
|  | 1er tour                                  | 1er tour                                  | 1er tour                                  | 1er tour                                  | 1er tour                                  |                                           |                                           | 1/4 de finale                             | 1/4 de finale                             | 1/4 de finale                             | 1/4 de finale                             | 1/4 de finale |   |                                          | Finale                                   | Finale                                   | Finale                                   | Finale                                   | Finale                                   | Finale | Finale | Finale | Finale | Finale |
|  |                                           |                                           |                                           |                                           |                                           |                                           |                                           |                                           |                                           |                                           |                                           |               |   |                                          |                                          |                                          |                                          |                                          |                                          |        |        |        |        |        |
|  |                                           |                                           |                                           |                                           |                                           |                                           |                                           |                                           | 1/2 finale                                |                                           |                                           |               |   |                                          |                                          |                                          |                                          |                                          |                                          |        |        |        |        |        |
|  |                                           |                                           |                                           |                                           |                                           |                                           |                                           |                                           |                                           |                                           |                                           |               |   |                                          |                                          |                                          |                                          |                                          |                                          |        |        |        |        |        |
|  |                                           |                                           |                                           |                                           |                                           |                                           |                                           |                                           |                                           |                                           |                                           |               |   |                                          |                                          |                                          |                                          |                                          |                                          |        |        |        |        |        |
|  |                                           |                                           |                                           |                                           |                                           |                                           |                                           |                                           |                                           |                                           |                                           |               |   |                                          |                                          |                                          |                                          |                                          |                                          |        |        |        |        |        |
|  |                                           |                                           |                                           |                                           |                                           |                                           |                                           |                                           |                                           |                                           |                                           |               |   |                                          |                                          |                                          |                                          |                                          |                                          |        |        |        |        |        |
|  |                                           |                                           |                                           |                                           |                                           |                                           |                                           |                                           |                                           |                                           |                                           |               |   |                                          |                                          |                                          |                                          |                                          |                                          |        |        |        |        |        |
|  | Daphne Akhurst Louise Bickerton           | (1)                                       | 6                                         | 6                                         |                                           |                                           |                                           |                                           |                                           |                                           |                                           |               |   |                                          |                                          |                                          |                                          |                                          |                                          |        |        |        |        |        |
|  | Daphne Akhurst Louise Bickerton           | (1)                                       | 6                                         | 6                                         |                                           |                                           |                                           |                                           |                                           |                                           |                                           |               |   |                                          |                                          |                                          |                                          |                                          |                                          |        |        |        |        |        |
|  |                                           |                                           | Youtha Anthony H. Gray                    |                                           | 3                                         | 0                                         |                                           |                                           |                                           |                                           |                                           |               |   |                                          |                                          |                                          |                                          |                                          |                                          |        |        |        |        |        |
|  |                                           |                                           |                                           |                                           |                                           | 0                                         |                                           |                                           |                                           |                                           |                                           |               |   |                                          |                                          |                                          |                                          |                                          |                                          |        |        |        |        |        |
|  |                                           |                                           |                                           |                                           |                                           |                                           |                                           |                                           |                                           |                                           |                                           |               |   |                                          |                                          |                                          |                                          |                                          |                                          |        |        |        |        |        |
|  |                                           |                                           |                                           |                                           |                                           |                                           |                                           |                                           |                                           |                                           |                                           |               |   |                                          |                                          |                                          |                                          |                                          |                                          |        |        |        |        |        |
|  |                                           |                                           |                                           | Daphne Akhurst Louise Bickerton           | Daphne Akhurst Louise Bickerton           | Daphne Akhurst Louise Bickerton           | Daphne Akhurst Louise Bickerton           | Daphne Akhurst Louise Bickerton           | Daphne Akhurst Louise Bickerton           | (1)                                       | 4                                         | 9             | 4 |                                          |                                          |                                          |                                          |                                          |                                          |        |        |        |        |        |
|  |                                           |                                           |                                           |                                           |                                           | Daphne Akhurst Louise Bickerton           | Daphne Akhurst Louise Bickerton           | Daphne Akhurst Louise Bickerton           | Daphne Akhurst Louise Bickerton           | (1)                                       | 4                                         | 9             | 4 |                                          |                                          |                                          |                                          |                                          |                                          |        |        |        |        |        |
|  | Emily Hood Westacott Margaret Molesworth  | Emily Hood Westacott Margaret Molesworth  | Emily Hood Westacott Margaret Molesworth  | Emily Hood Westacott Margaret Molesworth  | Emily Hood Westacott Margaret Molesworth  | Emily Hood Westacott Margaret Molesworth  | (3)                                       | 6                                         | 7                                         | 6                                         |                                           |               |   |                                          |                                          |                                          |                                          |                                          |                                          |        |        |        |        |        |
|  | Emily Hood Westacott Margaret Molesworth  | Emily Hood Westacott Margaret Molesworth  | Emily Hood Westacott Margaret Molesworth  | Emily Hood Westacott Margaret Molesworth  | Emily Hood Westacott Margaret Molesworth  | Emily Hood Westacott Margaret Molesworth  | (3)                                       | 6                                         | 7                                         | 6                                         | Frances Hoddle Gladys Toyne               |               |   |                                          |                                          |                                          |                                          |                                          |                                          |        |        |        |        |        |
|  |                                           |                                           |                                           |                                           |                                           |                                           |                                           |                                           |                                           |                                           |                                           |               |   |                                          |                                          |                                          |                                          |                                          |                                          |        |        |        |        |        |
|  | G. Bond Nell Hall Hopman                  |                                           | forfait                                   | forfait                                   | forfait                                   |                                           |                                           |                                           |                                           |                                           |                                           |               |   |                                          |                                          |                                          |                                          |                                          |                                          |        |        |        |        |        |
|  | G. Bond Nell Hall Hopman                  | Frances Hoddle Gladys Toyne               | forfait                                   | forfait                                   | forfait                                   |                                           | 9                                         | 1                                         |                                           |                                           |                                           |               |   |                                          |                                          |                                          |                                          |                                          |                                          |        |        |        |        |        |
|  |                                           |                                           |                                           |                                           |                                           |                                           | 9                                         | 1                                         |                                           |                                           |                                           |               |   |                                          |                                          |                                          |                                          |                                          |                                          |        |        |        |        |        |
|  |                                           |                                           | Emily Hood Westacott Margaret Molesworth  | (3)                                       | 11                                        | 6                                         |                                           |                                           |                                           |                                           |                                           |               |   |                                          |                                          |                                          |                                          |                                          |                                          |        |        |        |        |        |
|  | Vera de Bavay A. Price                    |                                           | Emily Hood Westacott Margaret Molesworth  | (3)                                       | 11                                        | 6                                         | 1                                         | 4                                         |                                           |                                           |                                           |               |   |                                          |                                          |                                          |                                          |                                          |                                          |        |        |        |        |        |
|  | Vera de Bavay A. Price                    |                                           |                                           |                                           |                                           |                                           |                                           |                                           |                                           |                                           |                                           |               |   |                                          |                                          |                                          |                                          |                                          |                                          |        |        |        |        |        |
|  | Emily Hood Westacott Margaret Molesworth  | (3)                                       | 6                                         | 6                                         |                                           |                                           |                                           |                                           |                                           |                                           |                                           |               |   |                                          |                                          |                                          |                                          |                                          |                                          |        |        |        |        |        |
|  | Emily Hood Westacott Margaret Molesworth  | (3)                                       | 6                                         | 6                                         |                                           |                                           |                                           |                                           |                                           |                                           |                                           |               |   | Emily Hood Westacott Margaret Molesworth | Emily Hood Westacott Margaret Molesworth | Emily Hood Westacott Margaret Molesworth | Emily Hood Westacott Margaret Molesworth | Emily Hood Westacott Margaret Molesworth | Emily Hood Westacott Margaret Molesworth | (3)    | 6      | 0      | 7      |        |
|  |                                           |                                           |                                           |                                           |                                           |                                           |                                           |                                           |                                           |                                           |                                           |               |   | Emily Hood Westacott Margaret Molesworth | Emily Hood Westacott Margaret Molesworth | Emily Hood Westacott Margaret Molesworth | Emily Hood Westacott Margaret Molesworth | Emily Hood Westacott Margaret Molesworth | Emily Hood Westacott Margaret Molesworth | (3)    | 6      | 0      | 7      |        |
|  | Marjorie Cox Crawford Sylvia Lance Harper | Marjorie Cox Crawford Sylvia Lance Harper | Marjorie Cox Crawford Sylvia Lance Harper | Marjorie Cox Crawford Sylvia Lance Harper | Marjorie Cox Crawford Sylvia Lance Harper | Marjorie Cox Crawford Sylvia Lance Harper | (2)                                       | 3                                         | 6                                         | 5                                         |                                           |               |   |                                          |                                          |                                          |                                          |                                          |                                          |        |        |        |        |        |
|  | Marjorie Cox Crawford Sylvia Lance Harper | Marjorie Cox Crawford Sylvia Lance Harper | Marjorie Cox Crawford Sylvia Lance Harper | Marjorie Cox Crawford Sylvia Lance Harper | Marjorie Cox Crawford Sylvia Lance Harper | Marjorie Cox Crawford Sylvia Lance Harper | (2)                                       | 3                                         | 6                                         | 5                                         | Marjorie Cox Crawford Sylvia Lance Harper | (2)           | 6 | 6                                        |                                          |                                          |                                          |                                          |                                          |        |        |        |        |        |
|  |                                           |                                           |                                           |                                           |                                           |                                           |                                           |                                           |                                           |                                           |                                           | (2)           | 6 | 6                                        |                                          |                                          |                                          |                                          |                                          |        |        |        |        |        |
|  | K. Commins Alison Hattersley              |                                           | 4                                         | 2                                         |                                           |                                           |                                           |                                           |                                           |                                           |                                           |               |   |                                          |                                          |                                          |                                          |                                          |                                          |        |        |        |        |        |
|  | K. Commins Alison Hattersley              | Marjorie Cox Crawford Sylvia Lance Harper | 4                                         | 2                                         | (2)                                       | 6                                         | 7                                         |                                           |                                           |                                           |                                           |               |   |                                          |                                          |                                          |                                          |                                          |                                          |        |        |        |        |        |
|  |                                           |                                           |                                           |                                           |                                           | 6                                         | 7                                         |                                           |                                           |                                           |                                           |               |   |                                          |                                          |                                          |                                          |                                          |                                          |        |        |        |        |        |
|  |                                           |                                           | K. Murdoch V. Pett                        |                                           | 3                                         | 5                                         |                                           |                                           |                                           |                                           |                                           |               |   |                                          |                                          |                                          |                                          |                                          |                                          |        |        |        |        |        |
|  | Mollie McGrath P. Smith                   |                                           | K. Murdoch V. Pett                        | 1                                         | 3                                         | 5                                         | 3                                         |                                           |                                           |                                           |                                           |               |   |                                          |                                          |                                          |                                          |                                          |                                          |        |        |        |        |        |
|  | Mollie McGrath P. Smith                   |                                           |                                           | 1                                         |                                           |                                           |                                           |                                           |                                           |                                           |                                           |               |   |                                          |                                          |                                          |                                          |                                          |                                          |        |        |        |        |        |
|  | K. Murdoch V. Pett                        |                                           | 6                                         | 6                                         |                                           |                                           |                                           |                                           |                                           |                                           |                                           |               |   |                                          |                                          |                                          |                                          |                                          |                                          |        |        |        |        |        |
|  | K. Murdoch V. Pett                        |                                           |                                           |                                           | Marjorie Cox Crawford Sylvia Lance Harper | Marjorie Cox Crawford Sylvia Lance Harper | Marjorie Cox Crawford Sylvia Lance Harper | Marjorie Cox Crawford Sylvia Lance Harper | Marjorie Cox Crawford Sylvia Lance Harper | Marjorie Cox Crawford Sylvia Lance Harper | (2)                                       | 8             | 6 |                                          |                                          |                                          |                                          |                                          |                                          |        |        |        |        |        |
|  |                                           |                                           |                                           |                                           |                                           | Marjorie Cox Crawford Sylvia Lance Harper | Marjorie Cox Crawford Sylvia Lance Harper | Marjorie Cox Crawford Sylvia Lance Harper | Marjorie Cox Crawford Sylvia Lance Harper | Marjorie Cox Crawford Sylvia Lance Harper | (2)                                       | 8             | 6 |                                          |                                          |                                          |                                          |                                          |                                          |        |        |        |        |        |
|  | Kathleen Le Messurier Dorothy Weston      | Kathleen Le Messurier Dorothy Weston      | Kathleen Le Messurier Dorothy Weston      | Kathleen Le Messurier Dorothy Weston      | Kathleen Le Messurier Dorothy Weston      | Kathleen Le Messurier Dorothy Weston      | (4)                                       | 6                                         | 1                                         |                                           |                                           |               |   |                                          |                                          |                                          |                                          |                                          |                                          |        |        |        |        |        |
|  | Kathleen Le Messurier Dorothy Weston      | Kathleen Le Messurier Dorothy Weston      | Kathleen Le Messurier Dorothy Weston      | Kathleen Le Messurier Dorothy Weston      | Kathleen Le Messurier Dorothy Weston      | Kathleen Le Messurier Dorothy Weston      | (4)                                       | 6                                         | 1                                         |                                           |                                           |               |   |                                          |                                          |                                          |                                          |                                          |                                          |        |        |        |        |        |
|  |                                           |                                           |                                           |                                           |                                           |                                           |                                           |                                           |                                           |                                           |                                           |               |   |                                          |                                          |                                          |                                          |                                          |                                          |        |        |        |        |        |
|  |                                           |                                           |                                           |                                           |                                           |                                           |                                           |                                           |                                           |                                           |                                           |               |   |                                          |                                          |                                          |                                          |                                          |                                          |        |        |        |        |        |
|  | Gwen Griffiths M. Muirhead                |                                           | 6                                         | 4                                         |                                           |                                           |                                           |                                           |                                           |                                           |                                           |               |   |                                          |                                          |                                          |                                          |                                          |                                          |        |        |        |        |        |
|  | Gwen Griffiths M. Muirhead                |                                           |                                           |                                           |                                           |                                           |                                           |                                           |                                           |                                           |                                           |               |   |                                          |                                          |                                          |                                          |                                          |                                          |        |        |        |        |        |
|  |                                           |                                           | Kathleen Le Messurier Dorothy Weston      | (4)                                       | 8                                         | 6                                         |                                           |                                           |                                           |                                           |                                           |               |   |                                          |                                          |                                          |                                          |                                          |                                          |        |        |        |        |        |
|  |                                           |                                           |                                           |                                           |                                           | 6                                         |                                           |                                           |                                           |                                           |                                           |               |   |                                          |                                          |                                          |                                          |                                          |                                          |        |        |        |        |        |
|  |                                           |                                           |                                           |                                           |                                           |                                           |                                           |                                           |                                           |                                           |                                           |               |   |                                          |                                          |                                          |                                          |                                          |                                          |        |        |        |        |        |
|  |                                           |                                           |                                           |                                           |                                           |                                           |                                           |                                           |                                           |                                           |                                           |               |   |                                          |                                          |                                          |                                          |                                          |                                          |        |        |        |        |        |
|  |                                           |                                           |                                           |                                           |                                           |                                           |                                           |                                           |                                           |                                           |                                           |               |   |                                          |                                          |                                          |                                          |                                          |                                          |        |        |        |        |        |